# Macaroni (film)
Pour les articles homonymes, voir Macaroni (homonymie).
Pour plus de détails, voir Fiche technique et Distribution.
Macaroni (titre original : Maccheroni) est un film italien réalisé par Ettore Scola, sorti en 1985.

## Synopsis
Robert Traven, PDG d'une grosse société américaine, revient pour affaires à Naples. Le partenaire d’affaires qui l’accueille est le frère de la femme qu'il a aimée pendant la guerre quarante ans plus tôt. Entre l’homme d’affaire stressé et aigri et son correspondant au mode de vie plus hédoniste va se nouer une confrontation puis une nouvelle amitié, qui permettra au premier de reprendre goût aux choses simples de la vie.

## Fiche technique
- Titre original : Maccheroni
- Titre français : Macaroni
- Réalisation : Ettore Scola
- Scénario : Ettore Scola, Ruggero Maccari et Furio Scarpelli
- Photographie : Claudio Ragona
- Montage : Carla Simoncelli
- Musique : Armando Trovajoli
- Production : Franco Committeri, Aurelio De Laurentiis et Luigi De Laurentiis
- Pays d'origine :  Italie
- Format : Couleurs
- Genre : Comédie dramatique
- Durée : 104 min.
- Date de sortie : 1985
- Une partie des scènes ont été tournées au palazzo Spinelli di Laurino de Naples
- Affiche : Jouineau Bourduge (France)

## Distribution
- Jack Lemmon : Robert Traven
- Marcello Mastroianni : Antonio Jasiello
- Daria Nicolodi : Laura Di Falco
- Isa Danieli : Carmelina Jasiello
- Marc Berman : Producteur français
- Jean-François Perrier : Producteur français